# Kanton Tiercé
Der Kanton Tiercé ist seit 1790 ein französischer Wahlkreis im Département Maine-et-Loire in der Region Pays de la Loire. Er umfasst Gemeinden aus den Arrondissements Angers und Segré, sein Hauptort ist Tiercé.

## Historische Entwicklung
Im Jahr 2015 erfolgte eine Umorganisation des Wahlkreises, wobei Gemeinden aus den Kantonen Châteauneuf-sur-Sarthe, Durtal und Le Lion-d’Angers übernommen und einige ursprünglich zum Kanton gehörende Gemeinden an Kantone im Umfeld von Angers verschoben wurden. In Summe umfasste der Kanton nach der Umorganisation 34 Gemeinden, in den folgenden Jahren wurden diese durch Fusionen und Bildung von Communes nouvelles auf 21 reduziert.

## Gemeinden
Der Kanton besteht aus 21 Gemeinden und Gemeindeteilen mit insgesamt 42.449 Einwohnern (Stand: 1. Januar 2022) auf einer Gesamtfläche von 670,83 km²:
| Gemeinde                     | Einwohner 1. Januar 2022 | Fläche km² | Dichte Einw./km² | Code INSEE | Postleitzahl | Arrondissement |
| ---------------------------- | ------------------------ | ---------- | ---------------- | ---------- | ------------ | -------------- |
| Baracé                       | 629                      | 13,46      | 47               | 49017      | 49430        | Angers         |
| Chambellay                   | 409                      | 12,86      | 32               | 49064      | 49220        | Segré          |
| Cheffes                      | 1.036                    | 17,35      | 60               | 49090      | 49125        | Angers         |
| Chenillé-Champteussé         | 341                      | 16,78      | 20               | 49067      | 49220        | Segré          |
| Durtal                       | 3.376                    | 60,58      | 56               | 49127      | 49430        | Angers         |
| Erdre-en-Anjou               | 3.775                    | 67,39      | 56               | 49367      | 49220, 49370 | Segré          |
| Étriché                      | 1.567                    | 19,60      | 80               | 49132      | 49330        | Angers         |
| Grez-Neuville                | 1.437                    | 26,90      | 53               | 49155      | 49220        | Segré          |
| Juvardeil                    | 828                      | 18,95      | 44               | 49170      | 49330        | Segré          |
| La Jaille-Yvon               | 343                      | 12,55      | 27               | 49161      | 49220        | Segré          |
| Le Lion-d’Angers             | 5.343                    | 47,74      | 112              | 49176      | 49220        | Segré          |
| Les Hauts-d’Anjou            | 8.712                    | 143,36     | 61               | 49080      | 49330        | Segré          |
| Les Rairies                  | 1.043                    | 8,41       | 124              | 49257      | 49430        | Angers         |
| Longuenée-en-Anjou           | 744                      | 11,82      | 63               | 49200      | 49770        | Angers         |
| Miré                         | 1.050                    | 17,73      | 59               | 49205      | 49330        | Segré          |
| Montigné-lès-Rairies         | 433                      | 9,01       | 48               | 49209      | 49430        | Angers         |
| Montreuil-sur-Maine          | 792                      | 11,13      | 71               | 49217      | 49220        | Segré          |
| Morannes sur Sarthe-Daumeray | 3.694                    | 87,88      | 42               | 49220      | 49640        | Angers         |
| Sceaux-d’Anjou               | 1.161                    | 17,18      | 68               | 49330      | 49330        | Segré          |
| Thorigné-d’Anjou             | 1.238                    | 16,45      | 75               | 49344      | 49220        | Segré          |
| Tiercé                       | 4.498                    | 33,70      | 133              | 49347      | 49125        | Angers         |
| Kanton Tiercé                | 42.449                   | 670,83     | 63               | 4921       | –            | –              |

1. ↑   Ohne die Fläche der ehemaligen Gemeinde La Pouëze, diese gehört zum Kanton Chalonnes-sur-Loire
2. ↑   Nur die Fläche der ehemaligen Gemeinde Pruillé, der Rest gehört zum Kanton Angers-4

Bis zur landesweiten Neugliederung der Kantone 2015 bestand der Kanton Tiercé aus acht Gemeinden auf einer Fläche von 111,92 km²: Briollay, Cheffes, Écuillé, Feneu, Montreuil-sur-Loir, Soucelles, Soulaire-et-Bourg und Tiercé (Hauptort).

## Veränderungen im Gemeindebestand seit 2015
2019:
- Fusion Châteauneuf-sur-Sarthe und Les Hauts d’Anjou → Les Hauts-d’Anjou

2017:
- Fusion Daumeray und Morannes-sur-Sarthe → Morannes sur Sarthe-Daumeray

2016:
- Fusion Champteussé-sur-Baconne und Chenillé-Changé → Chenillé-Champteussé
- Fusion Andigné und Le Lion-d’Angers → Le Lion-d’Angers
- Fusion Brissarthe, Champigné, Cherré, Contigné, Marigné, Querré und Sœurdres → Les Hauts d’Anjou
- Fusion La Meignanne (Kanton Angers-4), La Membrolle-sur-Longuenée (Kanton Angers-4), Le Plessis-Macé (Kanton Angers-4) und Pruillé → Longuenée-en-Anjou
- Fusion Chemiré-sur-Sarthe und Morannes → Morannes-sur-Sarthe

2015:
- Fusion Brain-sur-Longuenée,  Gené, La Pouëze (Kanton Chalonnes-sur-Loire) und Vern-d'Anjou → Erdre-en-Anjou